# Цигикал, Пётр Александрович
Пётр Александрович Цигикал (род. 20 июня 1966, с. Дунаец, Глуховский район,  Сумская область, Украинская ССР, СССР) — военнослужащий Государственной пограничной службы Украины, председатель ГПСУ (с 25 июля 2017 года по 31 мая 2019 года). Генерал армии Украины (2019).

## Биография
В Вооружённых Силах СССР с 1985 года. Окончил Пермское военное авиационно-техническое училище в 1989 году. С 1989 года проходил службу в Вооружённых Силах СССР техником и старшим техником 293-го отдельного разведывательного авиационного полка 1-й воздушной армии в Дальневосточном военном округе.
В 1992 году перешёл на службу в Вооружённые Силы Украины. С 1992 года служил в 119-м отдельном боевом вертолётном полку 13-й отдельной армии Прикарпатского военного округа. В 1994 году перешёл на службу в Пограничные войска Украины (с 2003 года — Государственная пограничная служба Украины). С 1994 года служил офицером и старшим офицером на контрольно-пропускном пункте «Глухов» Сумского отряда пограничного контроля Пограничных войск Украины. С 1996 года — на оперативных должностях в органах охраны государственной границы ГПСУ. Окончил Национальную академию Службы безопасности Украины в 2001 году. С сентября 2014 года — заместитель начальника регионального управления по оперативно-розыскной работе Северного регионального управления Госпогранслужбы Украины.
С ноября 2014-го полковник Цигикал — начальник Департамента оперативной деятельности Администрации Государственной пограничной службы Украины. Участвовал в войсковой операции на востоке Украины, организовывая оперативное прикрытие пограничных подразделений в зоне вдоль линии соприкосновения в полосе безопасности в Донецкой и Луганской областях.
25 июля 2017 указом Президента Украины Петр Цигикал назначен главой Государственной пограничной службы Украины. Сделал при президенте Порошенко стремительную карьеру, менее чем за 4 года получив четыре генеральских звания.
Через несколько дней после вступления в должность нового Президента Украины В. Зеленского, 31 мая 2019 года был освобождён от должности главы Государственной пограничной службы Украины и в тот же день уволен с военной службы в запас.

## Награды
- Орден Богдана Хмельницкого III степени (27.05.2016)
- государственные и ведомственные медали

## Высшие воинские звания
- генерал-майор (25.08.2015)
- генерал-лейтенант (25.05.2017)
- генерал-полковник (27.04.2018)[4]
- генерал армии (2.05.2019)[5]